# Лашва
Ла́шва (босн. Lašva) — река в центре Боснии и Герцеговины, левый приток Босны.
Истоки реки, два ручья — Караулска-Лашвица (босн. Karaulska Lašvica) и Комарска-Лашвица (босн. Komarska Lašvica), находятся между городами Яйце и Травник. В районе поселения Турбе ручьи объединяются. Далее река протекает по густонаселённой долине, в том числе через города Травник и Витез, затем на восток, где в нескольких километрах от Зеницы впадает слева в реку Босну. Вдоль реки проходит отрезок автомагистрали E661, соединяющей Центральную Боснию с Венгрией.

## История
Долина Лашвы исторически служила единственным транспортным коридором между долинами рек Врбас и Босна, являясь, тем самым, наиболее удобной для сообщения между нынешними Сараевом и Баня-Лукой. Долина была заселена ещё во времена иллирийцев и римлян, о чём свидетельствуют археологические находки возле Нови-Травника.
В первой половине 1990-х годов, во время Боснийской войны в долине проходили тяжёлые бои. Причиной являлось не только стратегическое значение района, но и этническая неоднородность населения: в долине Лашвы проживали хорваты и боснийцы.
За время войны почти все местные жители покинули долину, а их дома были разрушены. В настоящее время долина Лашвы снова густо населена.